# IC 1004
IC 1004  ist eine linsenförmige Galaxie vom Hubble-Typ S0/P im Sternbild Bärenhüter am Nordsternhimmel. Sie ist rund 689 Millionen Lichtjahre von der Milchstraße entfernt.
Das Objekt wurde am 27. Juni 1892 vom französischen Astronomen Stéphane Javelle entdeckt.